# アンコールコンピュータ
アンコールコンピュータ (Encore Computer) はマサチューセッツ州マールボロに本拠を置いた並列コンピューティングの先駆的企業。1985年から様々なデザインのコンピュータを提供したが、競合他社（ピラミッド・テクノロジー、アライアント・コンピュータ、シークエント・コンピュータなど）と同様、広く認知されるには至らなかった。

## 歴史
アンコールは1983年、一般のプロセッサを使った超並列マシンを開発する目的で設立された。最初のマシン Multimax は1985年にリリースされた。これは、バススヌーピングを採用した初期の製品のひとつで、多数のプロセッサが効率的にメモリを共有することができた。Multimaxは最大20個のNS32032プロセッサ（ナショナル セミコンダクターの32ビットCISCでMC68000に色々な意味で似ている)
を搭載する。NS32032を50MHzで駆動する Multimax 500 が1989年にリリースされた。どちらのマシンも並列コンピューティング用に改造されたUNIXが動作する。しかし、Multimax 500 リリース直後、ナショナル セミコンダクターは NS32032 の後継チップの開発をやめてしまったのである。
1988年、アンコールは生産管理システム向けの高性能電子システムで知られる Systems Engineering Laboratories（SEL、1961年設立）を買収した。1980年、SELは Gould Electronics に買収されており、Gouldは1988年に日本鉱業（現在はJX日鉱日石エネルギーとJX日鉱日石金属）に買収された。アメリカ政府は先端技術を持つ会社の海外資本による買収を許していなかったため（SELの製品は軍用フライトシミュレータで使われていた）、日本鉱業はコンピュータ部門を売却したのである。
その後アンコールは業界の動向に歩調を合わせ、RISCベースのCPUを使用するようになった。データゼネラルと同じく、アンコールはモトローラの88000を使用した Encore-91 を1991年末にリリースした(発表は1991年初頭で1プロセッサあたり20MIPS、最大80MIPSの処理速度を実現するとされた)。25MHzで、2プロセッサ機 (9102) と4プロセッサ機 (9104) がある。1994年、根本から設計変更した Infinity 90シリーズの最初のマシン Infinity 90/ESをリリース。ESは最大2045個の 88110 CPUを50MHzで動作させるものである。Infinity 90 シリーズの機種がその後もいくつかリリースされたが、歴史は繰り返された。モトローラがPowerPC開発に専念するため 88000 シリーズの開発を止めてしまったのである。
捲土重来を期して、アンコールは高性能リアルタイム市場をターゲットとし、Alphaを採用した Infinity R/Tを1994年末に出荷。このころ、超並列市場は汎用のマシンの性能向上により縮小傾向にあった。アンコールは別の活路を見出すため、OSF/1の動作するシングルCPUのワークステーション Series 90 RT 3000 をリリースした。このマシンは単独でも使えるが、超並列マシンのノードとしても機能した。
アンコールはRISCからの派生である RSX と呼ばれるアーキテクチャのプロセッサを開発した。これは通常のRISC-CPUとしても、SELの開発した従来型のリアルタイムプロセッサ (CONCEPT/32) としても動作するものである。アンコール社は従来のシステムからのアップグレードパスを用意しており、いくつかは1975年まで遡る。
同社のコンピューティング部門は数年かけて売却され、最終的にストレージ部門が1997年にサン・マイクロシステムズに売却された。結果として残ったのはSELを起源とするリアルタイム部門であり、社名をEncore Real Time Computingとしてニッチ市場に戻ることとなった。
2002年、Comproが Encore Real Time Computingを買収した。ただし、米国外のオフィスはいまだにアンコールの名称で営業しているところもある。